# Никольский, Антон Иванович
Антон Иванович Никольский (1857—1914) — российский архивист и историк; один из авторов Нового энциклопедического словаря издательства Брокгауза и Ефрона и Русского биографического словаря под редакцией Половцова.

## Биография
Родился он в 1857 году. Окончил историко-филологический факультет Санкт-Петербургского университета и Санкт-Петербургский археологический институт.
Служил архивариусом Св. синода.
Хорошо знал древности Новгородской, Петербургской и Псковской губерний. Главные работы Никольского: «Описание рукописей, хранящихся в Архиве Святейшего правительствующего синода» (3 тома, 1904—1910) и ряд статей, написанных на основании архивных материалов: «Новгородский большой пожар церквей в 1745 году» (СПб. : тип. А. П. Лопухина, 1902), «Житие преподобного Варлаама Хутынского Лихудиевой редакции» (СПб. : Синод. тип., 1911), «Заметки о прошлом упраздненных монастырей Новгородской епархии» (Новгород, 1908. — Ч. 2. — 1911), «Описание семи соборов новгородских», «София — Премудрость Божия» (новгородская редакция иконы и службы Святой Софии), «Сказание об обретении мощей святителя Никиты новгородского чудотворца» (СПб. : тип. Акад. наук, 1905), «О житии и сочинениях святителя Димитрия Ростовского», «Катихизис Арсения Мацеевича», «Памятник и образец народного языка и словесности Северодвинской области» (СПб. : Тип. Имп. Акад. наук, 1912), «Синодальный надзор в области иконописания в XVII [! XVIII] веке» (СПб. : Синод. тип., 1913), «Реставрация икон и настенной иконописи в московских соборах в 1770—1773 годах» (СПб.: Синод. тип., 1913). Вместе с И. Виноградовым он составил книгу «Методика истории по Кригеру» (М.: изд. тип. А. А. Карцева, 1885).
Кроме того он является одним из авторов Нового энциклопедического словаря издательства Брокгауза и Ефрона, где написал десятки статьей.